# Чистио (Фиренца)
Чистио је насеље у Италији у округу Фиренца, региону Тоскана.
Према процени из 2011. у насељу је живело 111 становника. Насеље се налази на надморској висини од 235 м.